# Puente Balta
El Puente Balta o Puente de Fierro es un puente sobre el río Rímac ubicado en Lima (Perú). Es el primer puente de hierro construido en la capital y une la avenida Nueve de Octubre, en el distrito del Rímac, con el jirón Amazonas, en el Cercado de Lima. Su construcción se comenzó en 1869, bajo el gobierno de José Balta, y concluyó en 1919.

## Historia
Los estudios para la construcción de un puente sobre el río Rímac, empezaron bajo el tercer gobierno interino de Pedro Diez Canseco (1868). Hasta entonces, el único puente que conectaba la ciudad de Lima con el barrio del Rímac era el Puente de Piedra, de la época colonial.
El asunto mereció la atención del público y se debatió sobre el lugar de su construcción y el material a usarse. El proyecto tomó cuerpo bajo en 1869 bajo el gobierno de Balta, que convocó a un concurso público para que los empresarios interesados presentaran sus propuestas. Resultó ganador el diseño presentado por el ingeniero Felipe Arancibia y el empresario Enrique Armero.

### Construcción y primeros años
El lugar elegido para su construcción fue el situado frente a la Plaza de Acho, conocido como La Barranca, zona usada como muladar. El puente sería una prolongación de la calle San Ildefonso, llamada entonces calle Talavera, que actualmente corresponde a la primera cuadra del jirón Andahuaylas.

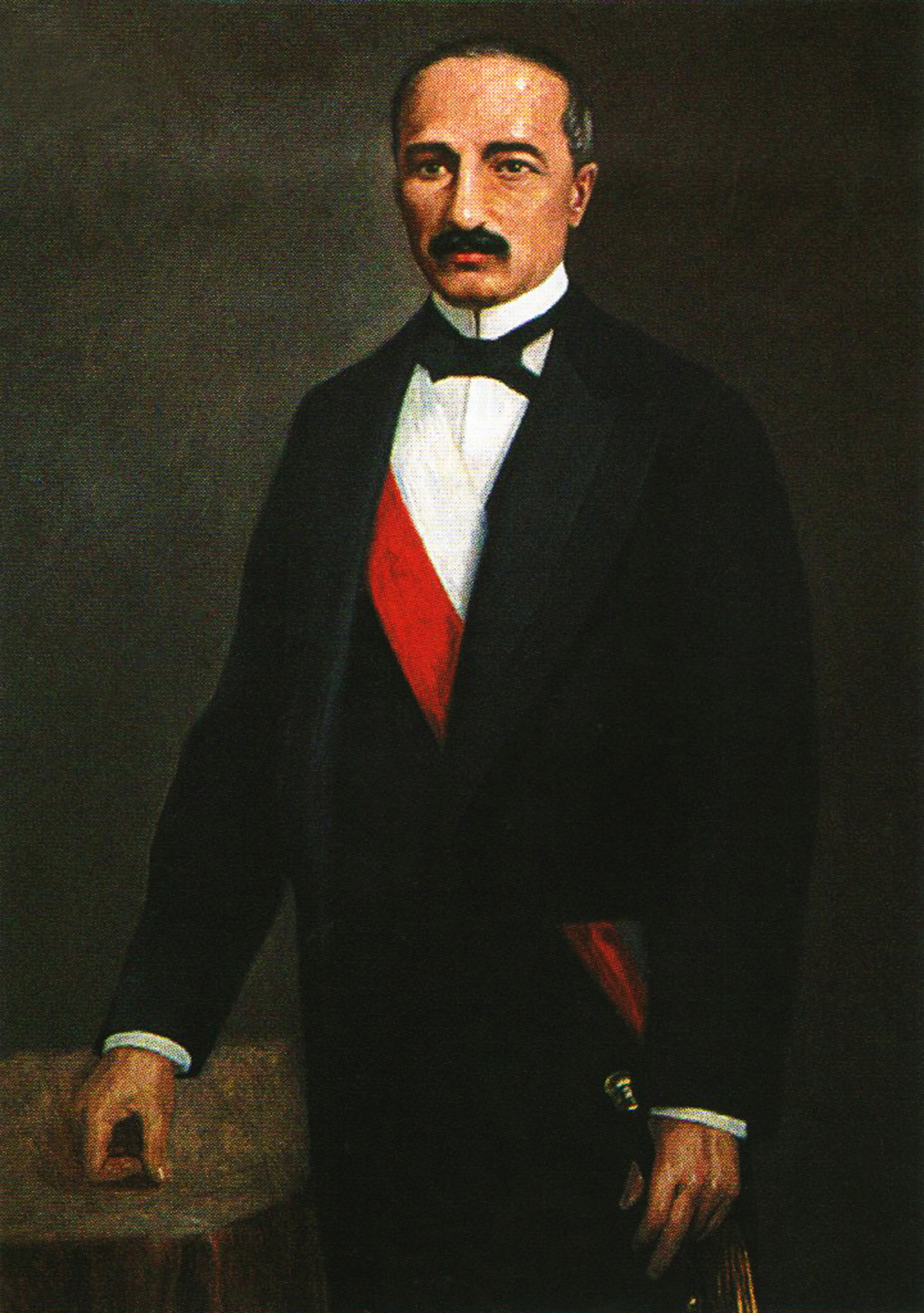
El presidente José Balta

Armero encargó la fundición y prearmado del puente a la fábrica Boigues Rambourgs Coe, de Francia. La estructura estaba conformada por tres arcos de hierro fundido, soportados por pilares en piedra, y enjutas con detalles en estilo neorománico italiano.
Existía sin embargo el problema que, al no estar canalizado el río, este solía invadir los terrenos aledaños, que eran usados como campos de cultivo o quedaban como terrenos pantanosos, que afectaban la salubridad pública. Se resolvió el problema canalizando el río en la zona comprendida entre Piedra Liza y el Puente de Piedra, y la zona llamada Martinete, construyéndose para tal efecto un gran muro con albañilería de cal y canto.
Otro problema presentado fue que los ingenieros no calcularon la diferencia de altura entre Lima y el Rímac, por lo que tuvieron que hacer una rampa en el lado del puente que daba hacia Acho. Esto obligó a retirar el monumento a Cristóbal Colón que se hallaba en el óvalo de Acho, al final de la Alameda del mismo nombre. La obra total costó unos trescientos mil soles.
El 19 de marzo de 1869 se colocó la primera piedra de la obra, ceremonia en la que participaron el presidente José Balta y sus ministros, así como el prefecto del departamento, y algunos cónsules extranjeros. También estuvieron presentes muchos ciudadanos limeños. Tras la inauguración, se realizó un gran desfile de celebración, que culminó en un gran convite realizado en el recreo Tívoli, situado en los baños de Piedra Liza. Conocido entonces como el Puente de Fierro, con el tiempo se popularizó como el Puente Balta o el Puente de Balta. 
La estructura original fue fabricada en los talleres de la firma francesa Boignes Rambourgs y su instalación la dirigió el ingeniero Felipe Arancivia. El cierre del primer arco se efectuó en octubre de 1871.
Durante la ocupación de Lima (1881) el puente fue escenario de un hecho histórico poco conocido. Estando ya ocupada la ciudad por los chilenos, dos soldados peruanos, Manuel Hilarión Roldán y Manuel Guerra, se encontraron con un soldado chileno del Batallón Esmeralda. Trataron de resistir, pero sucumbieron ante la llegada de todo el contingente enemigo, siendo capturados y fusilados en el mismo puente. Sus cuerpos reposan actualmente en la Cripta de la Héroes.
Las obras concluyeron en 1919, a principios del Oncenio o gobierno del presidente Augusto B. Leguía.

### SiglosXXyXXI
En 1971 el puente fue mutilado al eliminarse el primer arco de la margen derecha para construir la vía de Evitamiento.
En el 2005, bajo la primera gestión municipal de Luis Castañeda Lossio, se remoledó el puente para el circuito turístico de Lima, con un costo de doscientos mil soles. Se abrió el paso tanto peatonal como vehicular. El 14 de marzo de 2009, la base que sostiene una de sus columnas sufrió un derrumbe, como consecuencia de una crecida del río. Los trabajos de reparación del pilar y el reforzamiento de sus cimientos tardaron un año y demandaron a la Municipalidad de Lima un costo de cinco millones de soles.
Pero no solo los estragos de la naturaleza amenazan a la estructura, sino los desmanes ocasionados por la acción humana. Se detectaron varios robos de vigas y planchas de metal del puente, material que era vendido al peso en una época en que el precio de los metales se hallaba en alza. El gobierno municipal anunció entonces que el puente tendría seguridad permanente.
Cuando se produjo la crecida del río Rímac durante el evento del Niño costero de 2017, que causó el colapso de muchos puentes en todo el país, hubo un sector de la prensa que comparó las modernas estructuras que sucumbían ante el embate de la naturaleza y los viejos puentes que como, el Balta, resistían a ello. Consultado al respecto, el arquitecto Augusto Ortiz de Zevallos señaló que la resistencia del Puente Balta y de otros más antiguos residía en el denominado tajamar, base adiamantada que divide la corriente del río en dos para evitar el golpe del impetuoso caudal en las columnas de la estructura.

## Arquitectura
El puente Balta es un puente de cinco arcos, de los cuales los tres centrales son de hierro fundido, con enjutas formadas por grupos de rosetones. En estos detalles y en los cuadrifolios de las barandas el puente presenta influencias neogóticas.

## Galería

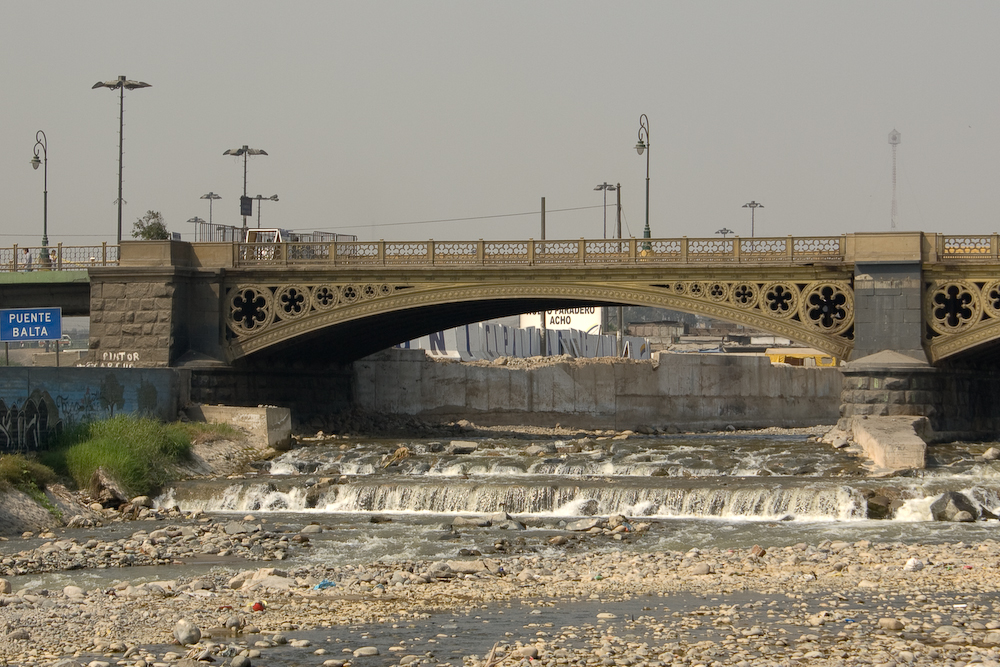
Arco lateral en 2009
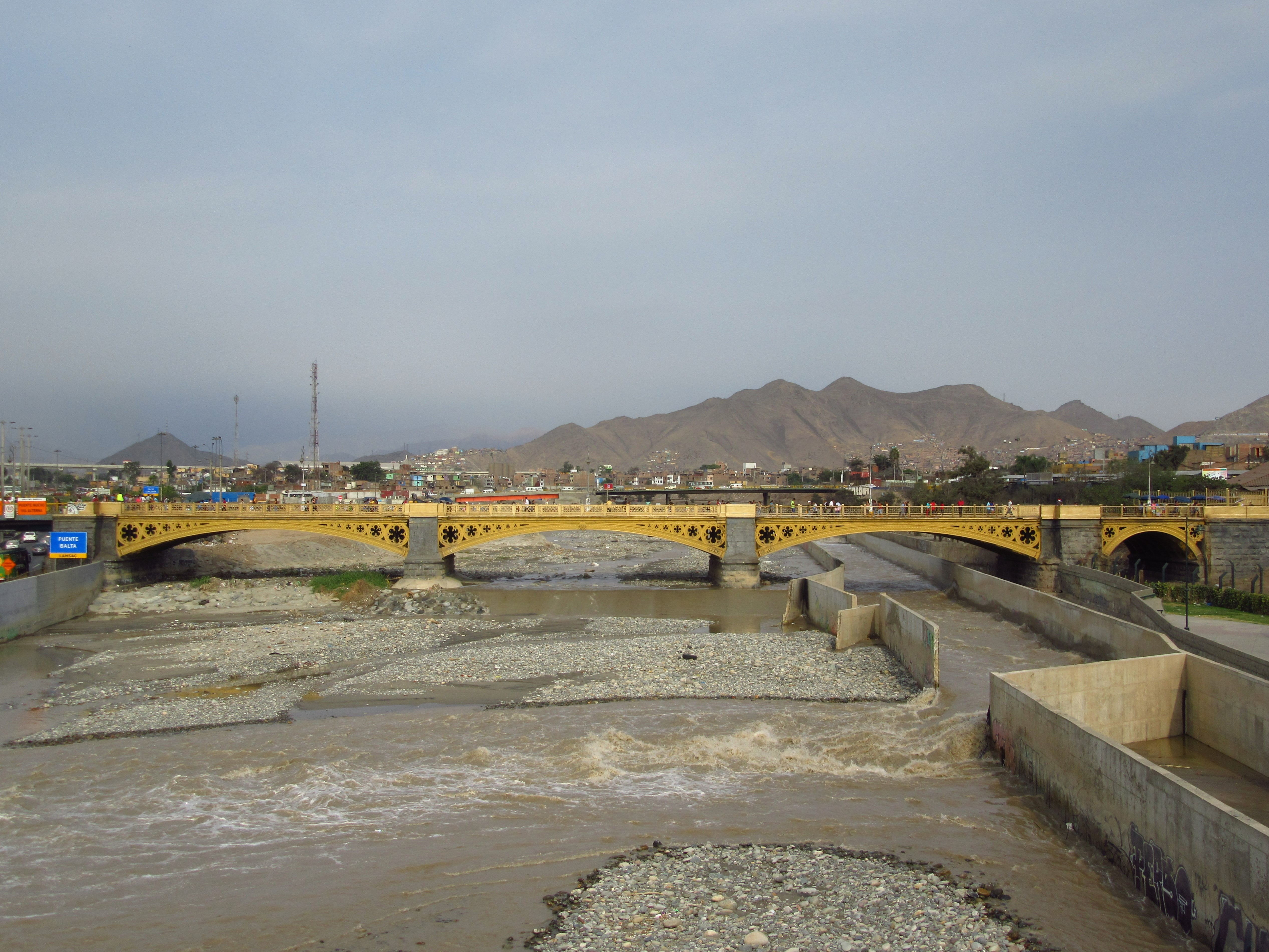
Arcos centrales en 2017
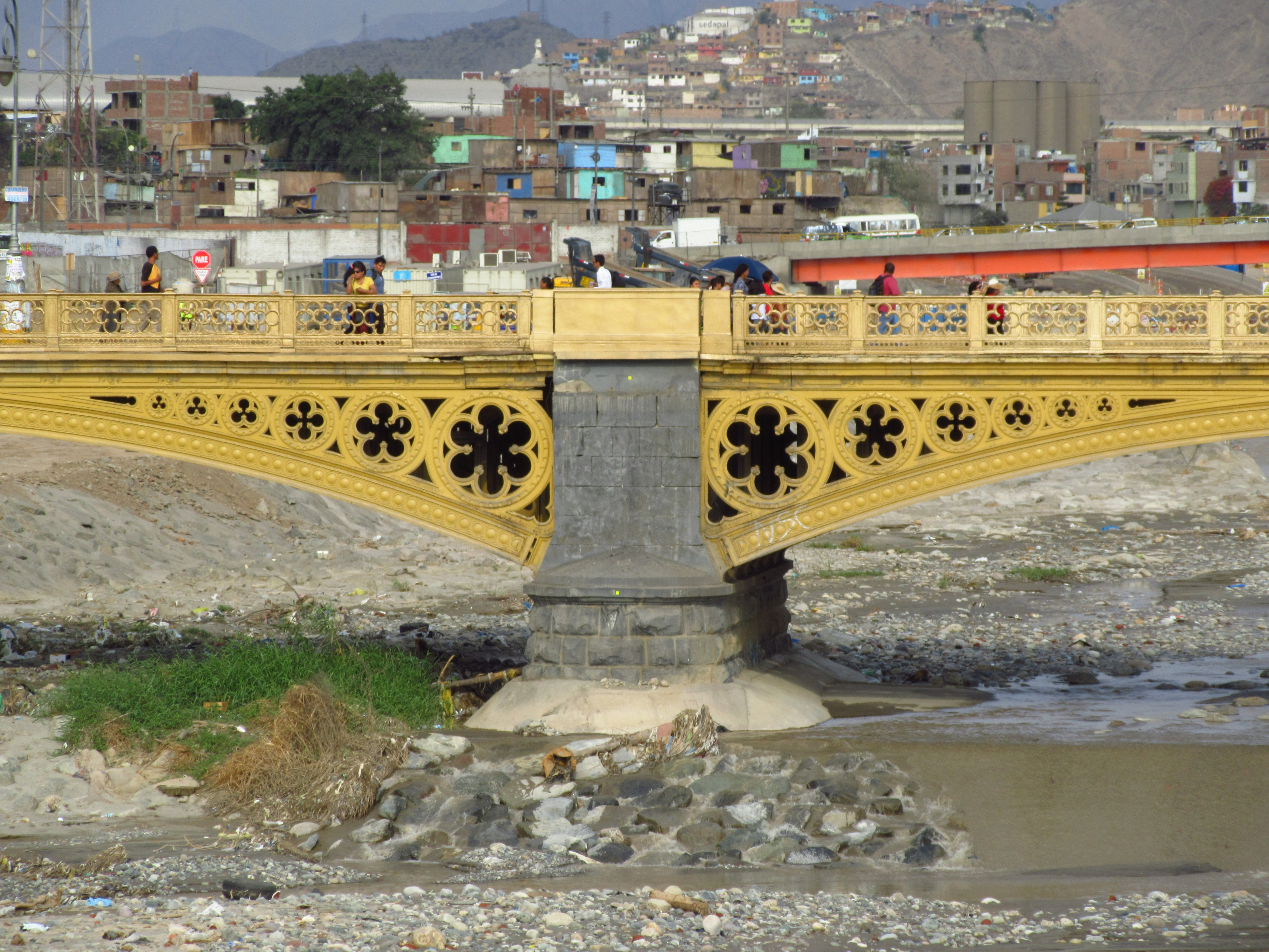
Un pilar con las enjutas y sus rosetones